# Nornan
Den här sidan handlar om kalendern, för försäkringsbolaget, se Försäkrings AB Nornan.

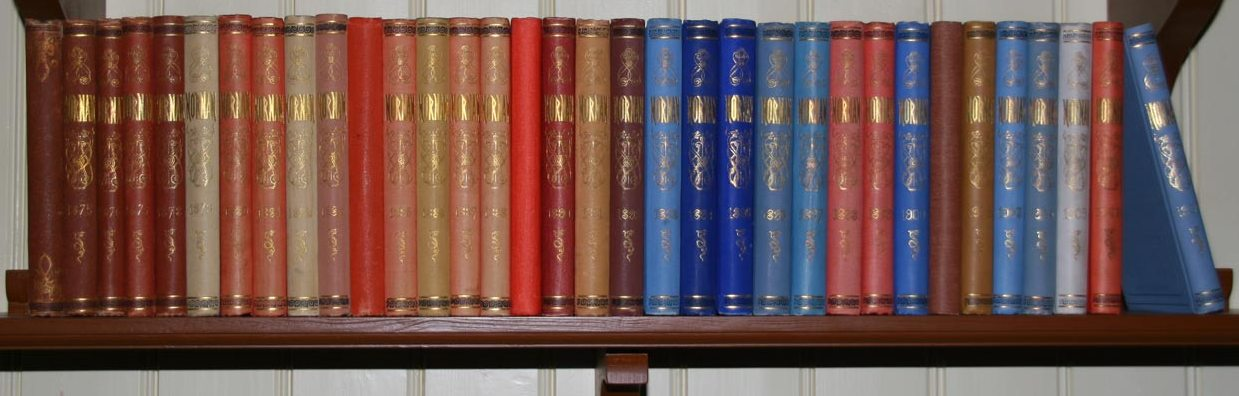
Bokhylla med samtliga årgångar av kalendern Nornan 1874-1907

Nornan var en kalender med litterär och konsthistorisk prägel som utgavs årligen inför julen 1873–1906 såsom en kalender för efterföljande år, först av A. F. Skoglund och från och med årgången 1886 av firman Z. Hæggström och med Georg Nordensvan som redaktör fram till 1902. De sista åren var Johan Bergman redaktör. 
Innehållet var en blandning av litterära försök, poesi, reseskildringar, essäer, kulturella och konstnärliga reflektioner och informativa artiklar. Många berömda författares bidrag medverkade till dess popularitet, exempelvis Vilhelm Ekelund, Gustaf Fröding, Bertel Gripenberg, Ola Hansson, Frans Hedberg, Verner von Heidenstam, Erik Axel Karlfeldt, Emil Kléen, Ellen Key, Selma Lagerlöf, Anne-Charlotte Leffler, Oscar Levertin, Onkel Adam, K.G. Ossiannilsson, Viktor Rydberg, Elias Sehlstedt och August Strindberg.  
De flitigast medverkande konstnärerna var Anders Zorn, Carl Larsson och Bruno Liljefors.
Från 1876 ingick varje år en genomgång av det gångna årets svenska litteratur och året därefter även av en liknande konstgenomgång. 
Under Nordensvans redaktörskap från 1886 kommer den unga författargenerationen till tals och dessutom blir de konstnärliga bidragen likställda med de litterära. Genom konstpresentationerna fick Nornan en från övriga kalendrar delvis avvikande profil.  
Nornans främsta konkurrent var kalendern Svea som utgavs av Albert Bonniers Förlag.

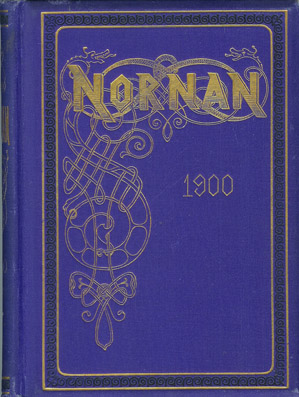
Omslaget till Nornan årgång 27 för år 1900.
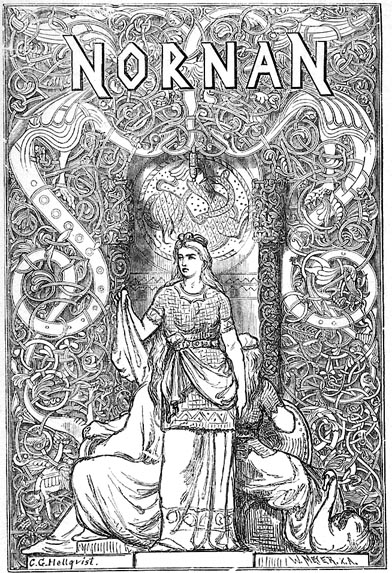
Försättsplansch till Nornan årgång 27, 1900.
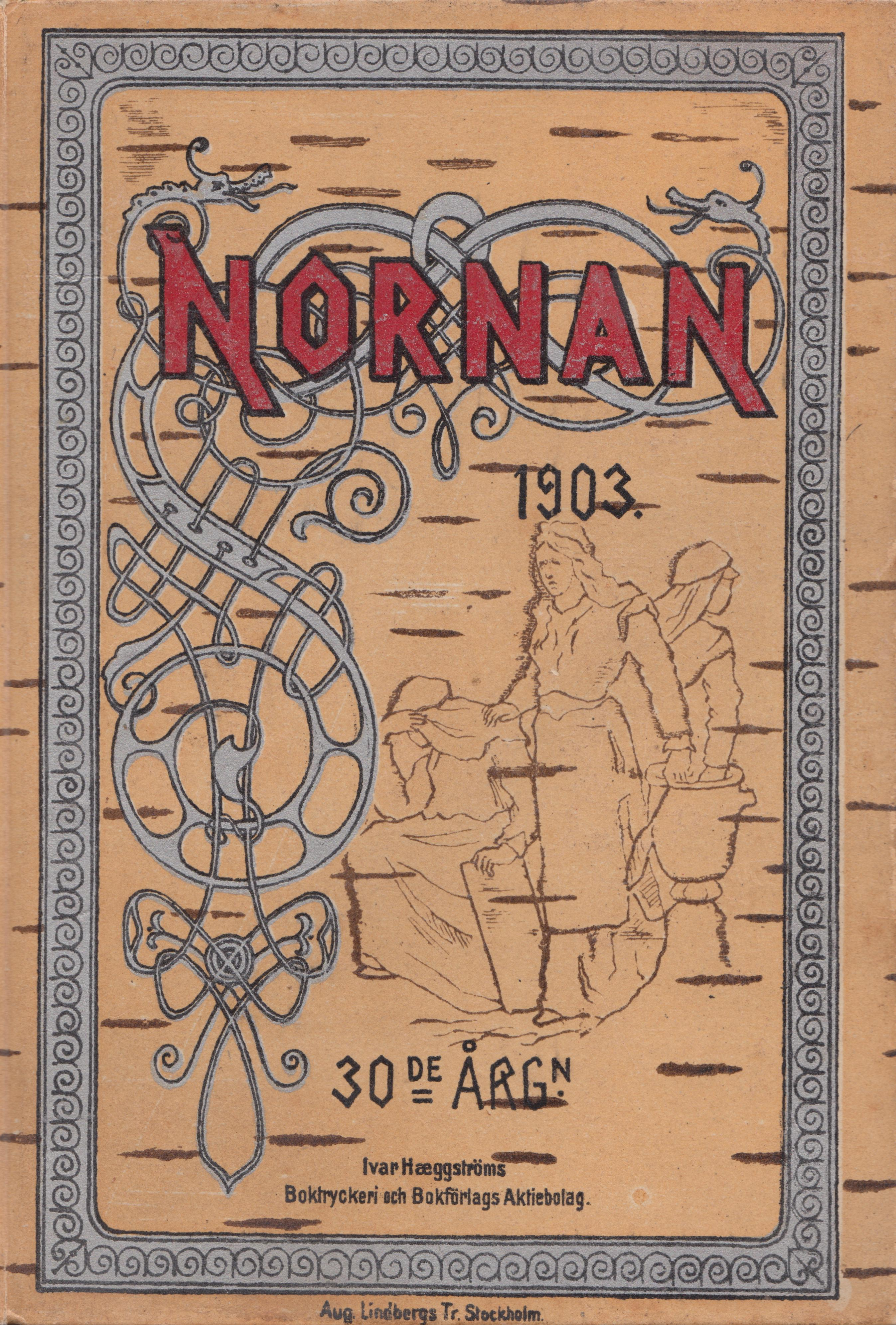
Omslag till Nornan årgång 30, 1903.